# Denis Geppert
Denis Geppert (* 24. Januar 1976 in Lichtenstein/Sa.) ist ein ehemaliger deutscher Rennrodler.
Denis Geppert vom WSC Erzgebirge Oberwiesenthal betrieb seit 1985 den Rennrodelsport. Höhepunkt seiner Karriere war die Teilnahme an den Olympischen Spielen 2002 von Salt Lake City, wo er den siebten Platz erreichte. Bei Weltmeisterschaften trat er viermal an: 1999 (7.), 2000 (5.), 2001 (6.) und 2003 (10.). Hinzu kommen zwei Teilnahmen bei Europameisterschaften: 2000 wurde er Fünfter, 2002 erreichte er als größten Erfolg seiner Karriere den Gewinn der Silbermedaille.
Seine erfolgreichsten Jahre im Weltcup waren 2003/04 mit einem siebten Rang im Gesamtweltcup und 2005/06 (8.). Bei deutschen Meisterschaften erreichte der Sportsoldat ebenfalls mehrfach vordere Plätze. 2002 und 2006 wurde er Vizemeister, 2001 und 2005 Dritter. Zu den Olympischen Spielen 2006 in Turin konnte sich Geppert nicht qualifizieren. Danach verlief seine weitere Karriere nicht mehr besonders erfolgreich. Trotz seines Vizemeistertitels konnte sich Geppert nicht mehr für das Weltcupteam qualifizieren. Deshalb beendete er im Herbst 2006 seine aktive Karriere.